# Hillary Rodham Clinton
Hillary Diane Rodham Clinton (Chicago, 26. listopada 1947.), američka je političarka, diplomatkinja i bivša odvjetnica koja je služila kao 67. državna tajnica Sjedinjenih Država od 2009. do 2013. godine, kao senatorica koja je predstavljala državu New York od 2001. do 2009., te kao prva dama Sjedinjenih Država od 1993. do 2001. kao supruga predsjednika Billa Clintona. Članica Demokratske stranke, bila je stranačka kandidatkinja za predsjednicu na predsjedničkim izborima 2016., postavši prva žena koja je osvojila predsjedničku nominaciju velike političke stranke u SAD-u; Clinton je pobijedila na izborima, ali je izgubila na izborima Elektorskog kolegija, čime je izgubila izbore od Donalda Trumpa. Nakon gubitka, napisala je memoar "What Happened" ("Što se dogodilo"), i pokrenula Onward Together (Zajedno dalje), organizaciju posvećenu prikupljanju sredstava za progresivne političke skupine.
Clinton je postala snažan simbol promijenjene uloge i statusa žene u američkom društvu.

## Životopis

### Djetinjstvo i mladost
Hillary Diane Rodham rođena je 26. listopada 1947. u medicinskom centru Edgewater u Chicagu, Illinois. Odgojena je u metodističkoj obitelji koja je prvo živjela u Chicagu. Kad je imala tri godine, njezina se obitelj preselila u predgrađe Chicaga, Park Ridge. Njezin otac, Hugh Rodham, bio je engleskog i velškog podrijetla i vodio je malu, ali uspješnu tekstilnu tvrtku koju je on osnovao. Njezina majka, Dorothy (rođ. Howell), bila je domaćica nizozemskog, engleskog, francusko-kanadskog, škotskog i velškog podrijetla. Hillary je imala dva mlađa brata, Hugha i Tonyja.
Na pravnom fakultetu sveučilišta Yale srela je budućeg supruga Billa Clintona te svoju dugogodišnju mentoricu Marian Wright Edelman, koja je osnovala Dječji obrambeni fond - organizaciju koja lobira u korist djece. Hillary je u toj organizaciji radila kao odvjetnica godinu dana nakon što je završila pravni fakultet 1973. godine, a kasnije je i predsjedavala upravnim odborom organizacije.
Godine 1974. nakon što je sudjelovala u posebnoj istrazi u vezi mogućeg opoziva američkog predsjednika Richarda Nixona (afera poznata kao afera Watergate) preselila se u saveznu državu Arkansas gdje je predavala pravo na sveučilištu u Arkansasu. Godinu dana kasnije udala se za Billa Clintona. Iz tog braka rodila se kćerka Chelsea. Godine 1977. Hillary se zaposlila u pravnoj tvrki Rose gdje je radila do 1992. godine specijalizirajući se za zaštitu autorskih prava i intelektualnog vlasništva. U američkom Nacionalnom Pravnom vjesniku u dva navrata je uvrštena među 100 najutjecajnijih američkih odvjetnika.

## Izbor supruga Billa Clintona za američkog predsjednika
Nakon prve predsjedničke utrke u kojoj je do izražaja došla i njena profesionalna karijera Clinton je pretrpio kritike od onih kojima je draža bila tradicionalnija uloga prve dame Sjedinjenih Država. Nakon preuzimanja dužnosti predsjednik Clinton imenovao ju je predsjednicom posebnog povjerenstva za reformu zdravstva što je bio njegov najznačaniji potez u unutarnjoj politici u prvoj godini njegove vladavine. To povjerenstvo razradilo je opsežan plan zdravstvene reforme koji je predočen Kongresu u rujnu 1993. godine. U rujnu 1994. vođa senatske većine George Mitchell objavio je da Kongres neće podržati prijedlog o reformi zdravstva, tako da je ta reforma propala, što je tada bio najveći poraz Clintonovih. Nakon propasti zdravstvene reforme Hillary se povlači iz kruga javnih suradnika predsjednika Clintona. Godine 1993. oboje su došli pod oštru kontrolu za vrijeme istrage vezane uz aferu Whitewater u kojoj se istraživala njihova eventualna umiješanost u novčane makinacije u doba kada je Clinton bio guverner Arkansasa. U siječnju 1996. Clintoni su pozvani da svjedoče pred velikom porotom u vezi te afere. Iste godine izlazi njena knjige "It Takes a Village" koja se bavi tematikom odgovornosti društva prema djeci.

## Politički angažman
Dok je bila prva dama Amerike posebno se zalagala za program zdravstvenog osiguranja djece koji je trebao osigurati zdravstveno osiguranje milijunima radničkih obitelji. Zauzimala se i za povećavanje fondova za istraživanje raka dojke, prostate i debelog crijeva, osteoporoze i dijabetesa. Tada, a i sada, borila se za povećanje državnih fondova za cijepljenje djece te borbu protiv astme i epilepsije. Na svjetskoj pozornici javila se kao borac za demokraciju, vjersku toleranciju i ljudska prava. S Billom Clintonom aktivno je sudjelovala u mirovnim procesima Sjevernoj Irskoj, na Bliskom Istoku i na području bivše Jugoslavije. Premda je takvo što u američkoj javnosti predbacivano Clintonu jer je on izabran za predsjednika Sjedinjenih Država, a ne njegova supruga.
Nakon pobjede na izborima za senatorsko mjestu u New Yorku (7. studenog 2000.) očekivalo se da će se svi budući potezi nekadašnje prve dame Sjedinjenih Američkih Država usmjeriti na osvajanje nominacije za predsjedničkog kanditata Demokratske stranke već za 2004. godinu. No, Hillary Clinton je krajem sredinom travnja 2001. izjavila: "Ne namjeravam se kandidirati za predsjednika Sjedinjenih Država 2004. To nije nešto čime ću se baviti sljedećih godina. Senator sam New Yorka i namjeravam do kraja odraditi svoj šestogodišnji senatorski mandat.".
Hillary Clinton kao senatorica zauzima se za financijski sustav koji će povoljne kredite učiniti dostupnima najširem sloju građana. Kao senator New Yorka bori se za porezne povlastice malim poduzetnicima, investiranje u telekomunikacije i istraživanje novih tehnologija kako bi se mlade obitelji zadržale u New Yorku. Inače, Hillary Clinton preuzevši senatorsku dužnost u New Yorku, nabogatijem gradu Sjeverne Amerike, postala je prva žena u nekom federalnom tijelu vlasti koja zastupa ovu državu. Godine 2003. u prodaji se pojavila knjiga u izdanju nakladničke kuće Simon&Shuster (koja je već isplatila Hillary predujam od 8.000.000 dolara) u kojoj je Hillary opisala kako je ona doživjela aferu s Monicom Lewinsky i što je tada osjećala.
Trenutno je Hillary Clinton jedna od najoštrijih kritičarki aktualnog američkog predsjednika Georga W. Busha. Tako je Bushov trogodišnji plan poreznog rasterećenja ocijenila rizičnim u najboljem i pogubnim u najgorem slučaju. Također je iznimno oštra kritičarka rata u Iraku. Hillary se natjecala za predsjedničku nominaciju Demokratske stranke, ali ju je u tijesnim predizborima pobijedio kasnije izabrani predsjednik SAD-a Barack Obama.
1. prosinca 2008. ju je izabrani predsjednik Barack Obama nominirao za poziciju Državne tajnice (ministrice vanjskih poslova) gdje je naslijedila Condoleezzu Rice. 21. siječnja 2009. ju je Senat potvrdio glasovanjem 94 prema 2 i time je postala 67. državna tajnica SAD-a. i prva bivša prva dama koja je imenovana u kabinet.

## Kontroverze
Dva mjeseca nakon završetka Predsjedničkih izbora 2016. godine i poraza Hillary Clinton od Donalda Trumpa, WikiLeaks je objavio podatke koji ukazuju na to da je Hillary Clinton tijekom kampanje, preko elektroničke pošte podmitila 6 istaknutih republikanaca i Trumpovih protukandidata s ciljem sprječavanja njegova izbora za kandidata Republikanske stranke. Tako se u elektroničkoj pošti spominju Jeb Bush, John Kasich, John Podesto i Carly Fione, koji su novčane donacije iz proračuna Hillary Clinton pravdali kao plaću. Drugi dio elektronićke pošte upućuje na to da se novac selio republikanskim dužnosnicima u Senat, a FEC izvješće pokazuje da su početkom listopada 2016. dvije velike donacije otišle na račun Johna McCaina, baš u vrijeme kada je McCain javno počeo prozivati Trumpa.
Tjedan dana prije službene inauguracije Donalda Trumpa i njegova preuzimanja vlasti, Dominic Puopolo uhićen je u Miamiju nakon što je u javnosti prijetio kako će izvesti atentat na Donalda Trumpa. Novine Conservative World Dialy i Daily Mail sljedećega dana objavile su kako je Puopolo bliski prijatelj obitelji Clinton i među 10 najvećih donora u predsjedničkoj kampanji Hillary Clinton (njegova sestra Sonia donirala je 4.000 dolara), zbog čega su mnogi mediji ovo protumačili kao "naručeni atentat budućeg predsjednika."
Prilikom zatvaranja kongresne istrage o napadu na Američki vojni stožer 2012., istražni odbor je u svom završnom izvještaju objavio kako je Hillary Clinton tijekom obnašanja dužnosti državne tajnice SAD-a izbrisavši elektroničku poštu sa službenog prijenosnika zatajila podatke o pozadini i uzrocima napada. Nakon što je na vidjelo izašlo 30 poruka elektroničke pošte, koji su je povezali sa stanjem u Benghaziju, okružni sudac Amit Mehta je zatražio skupinu za ponovni nadzor tih mailova. Državno tajništvo kasnije je otkrio još 925 radnih elektroničkih poruka vezanih uz Libiju.
Nakon što je u najvećem skandalu vezanom uz pedofiliju u povijesti Norveške »Darkroom« uhićen 51 muškarac, čija je zajednička poveznica bila Zaklada Clinton. Većina ih je osuđena na zatvorske kazne u trajanju od 15 godina, a među osuđenima su bili i liječnici, političari, pravnici i učitelji. Republika Norveška je kao posljedicu povukla sve donacije Zakladi Clinton, koja se prije skandala djelomično financirala iz državnog novca.

## Popularna kultura
- U jednoj epizodi Bračnih voda, američke humoristične serije, družina Ala Bundyja dobila je pismo potpore. Imena u njemu aluzija su na Billa Clintona i Hillary Clinton.

## Vanjske poveznice
- Službena stranica (engl.)